# Фон Бах (рекреационный курорт)
Рекреационный курорт Фон Бах (англ. Von Bach Recreation Resort, нем. Das Von-Bach-Erholungsgebiet расположен в 3,5 км к югу от Окахандья и в 70 км от Виндхука. Создан в 1972 г.
Плотина фон-Бах и сам парк занимают площадь примерно в 43 км2. Это место очень популярно среди любителей прогулок на природе и походов. Кроме этого, курорт пользуется особым успехом у рыбаков. Здесь встречаются карпы, усачи, синий курпер и много другой рыбы.
Для любителей активного отдыха здесь есть все условия для водных видов спорта — виндсерфинг, водные лыжи, парусный спорт и гребля на каноэ.
На территории есть ресторан и обустроены уютные места для пикников.